# Луций Фурий Медулин (трибун 407 пр.н.е.)
Вижте пояснителната страница за други личности с името Луций Фурий Медулин.
Луций Фурий Медулин (на латински: Lucius Furius Medullinus) е политик на Римската република.
Произлиза от патрицианската фамилия Фурии. Медулин е седем пъти консулски военен трибун през 407, 405, 398, 397, 395, 394 и 391 пр.н.е.